# Marie Prudhomme
Pour les articles homonymes, voir Prudhomme.

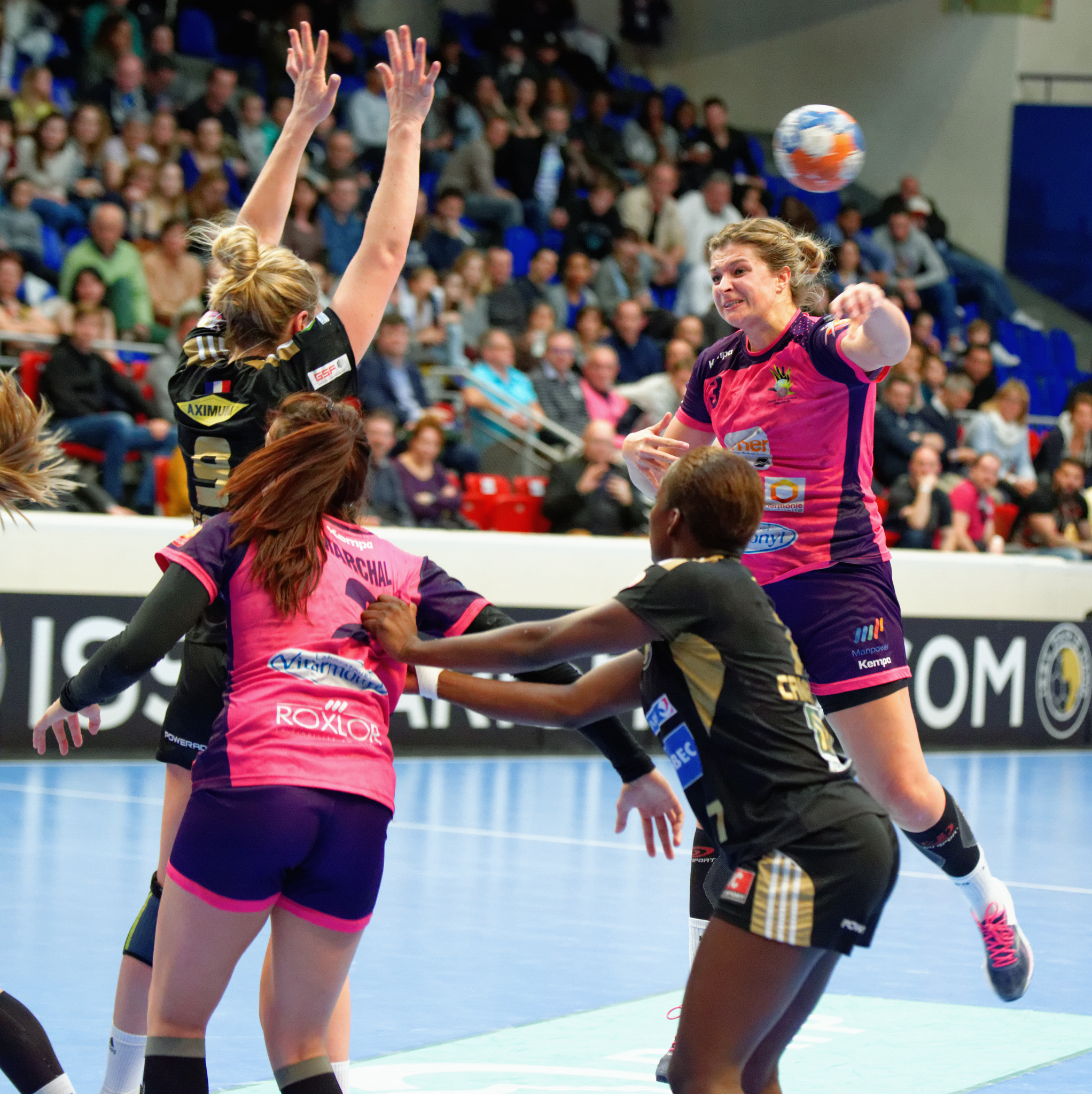
Lors du match retour des playoffs Issy Paris Hand / Nantes LAH, le 17 avril 2016.

Marie Prudhomme (née le 3 avril 1990 à Maisons-Laffitte) est une joueuse internationale française de handball, évoluant au poste d'arrière droite.

## Carrière
Formée à Cergy-Pontoise, Marie Prudhomme évolue en Nationale 1, puis en Division 2. Elle rejoint Arvor 29 à l'intersaison 2009, afin d'évoluer au plus haut niveau national. À Brest, âgée de 19 ans, elle fait ses débuts en première division et réalise rapidement de belles performances.
Victime d'une rupture des ligaments croisés à l'automne 2010, elle reste éloignée des terrains jusqu'à la fin de la saison. Après deux saisons en première division à Brest Arvor, elle rejoint le Metz Handball à l'été 2011. 
En juin 2013, elle est retenue pour la première fois en équipe de France, à l'occasion de la rencontre aller-retour de qualification pour le Mondial 2013 contre la Croatie.
Après 3 saisons, deux titres de championne de France, une coupe de France et une coupe de la Ligue, Marie Prudhomme quitte Metz, où elle jouait moins à la suite de l'arrivée d'Ana Gros, pour Nantes à compter de la saison 2014-2015.
Elle rejoint l'OGC Nice en 2016 pour compenser le départ d'Alexandra Lacrabère.

## Palmarès

### En club
compétitions internationales
- finaliste de la coupe EHF en 2013 (avec Metz Handball)

compétitions nationales
- championne de France en 2013 et 2014[9] (avec Metz Handball)
- vainqueur de la coupe de France en 2013[10] (avec Metz Handball)
- vainqueur de la coupe de la Ligue en 2014 (avec Metz Handball)
- vice-championne de France en 2019 (avec OGC Nice)

### En sélection
autres
- 4e du championnat du monde jeunes en 2008[11]
- vainqueur du championnat d'Europe jeunes en 2007[12]